# Motocross

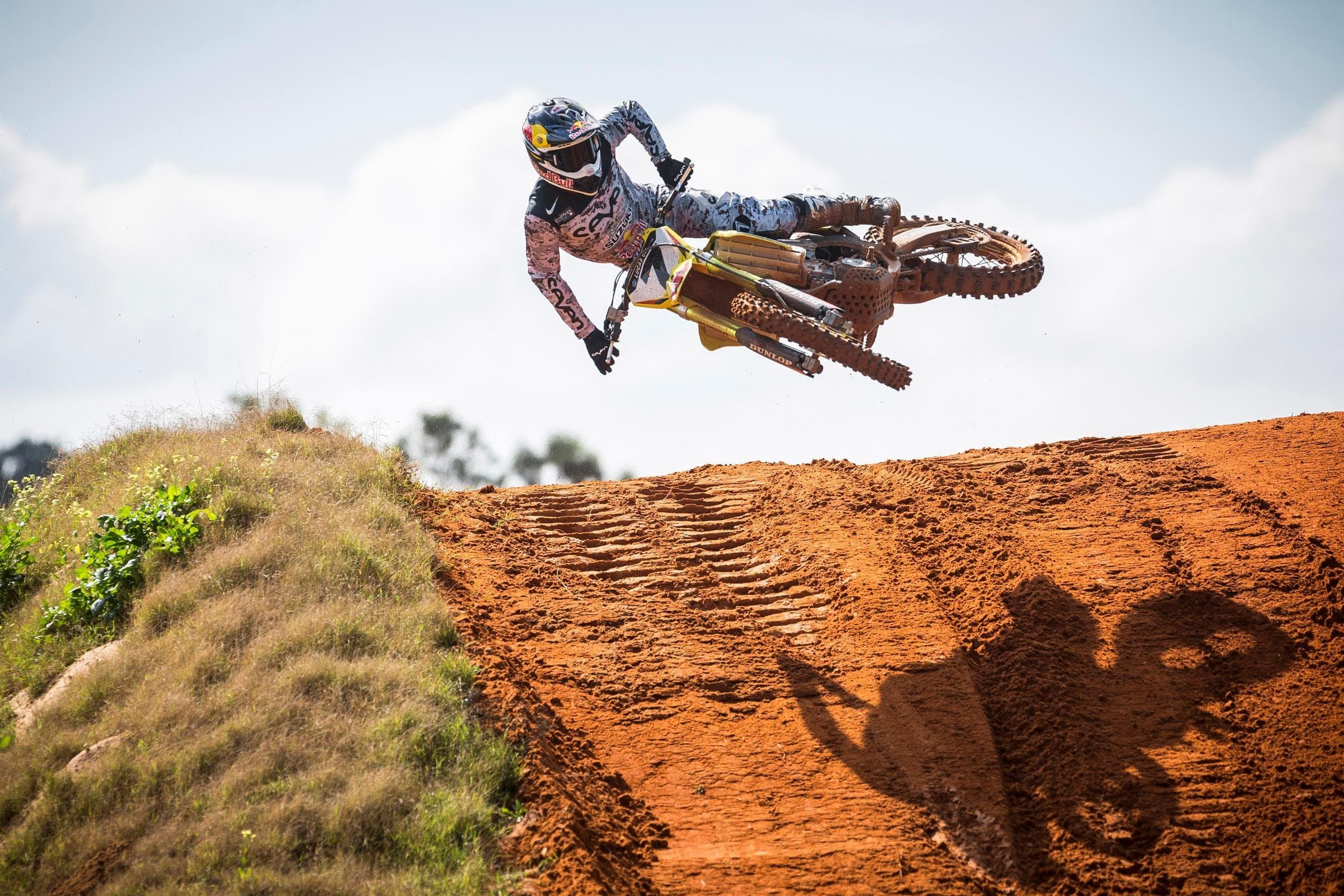
Motocrossfahrer

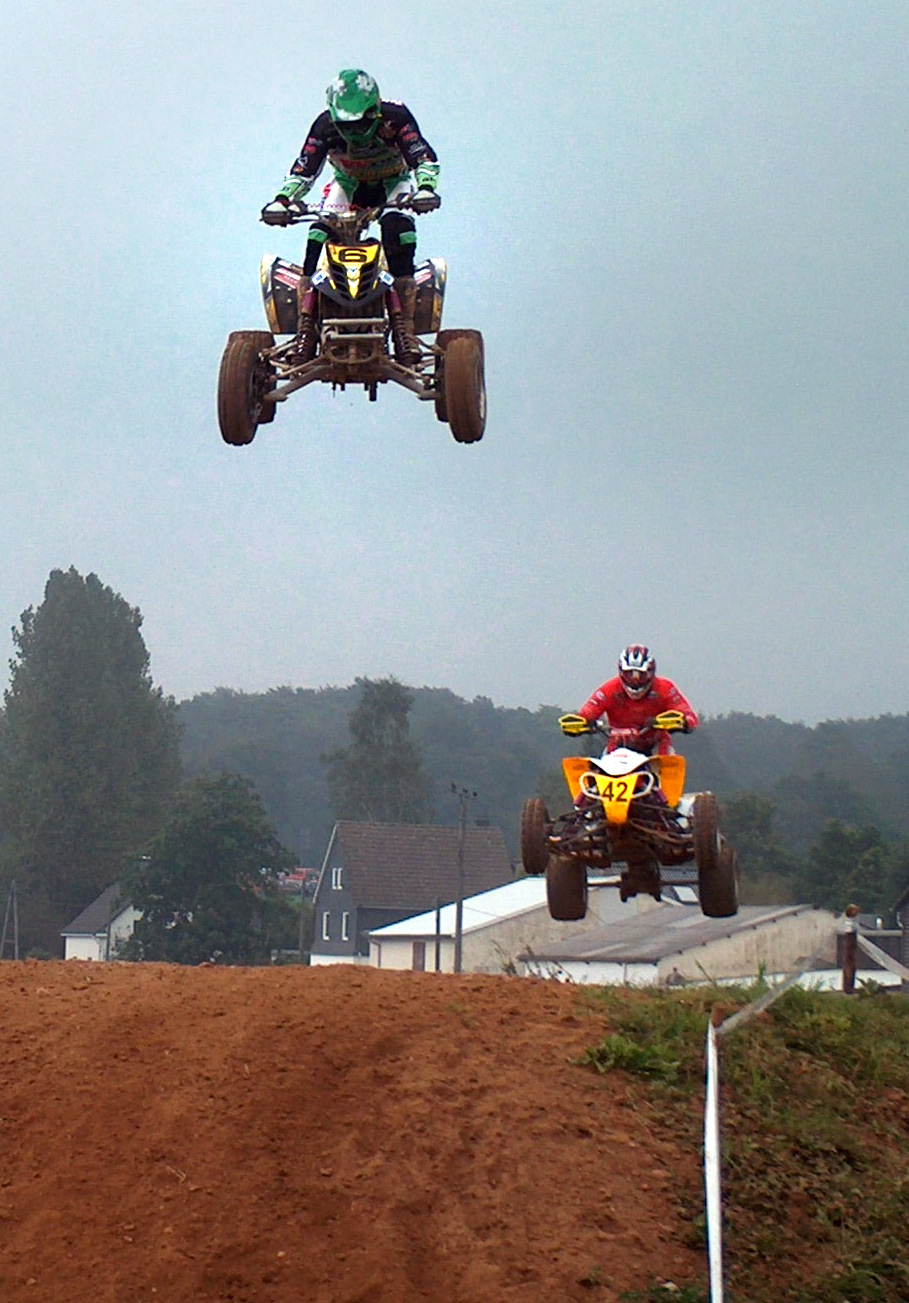
Lauf zur Deutschen Quad MX-Meisterschaft in Radevormwald, September 2005

Motocross ist eine Motorrad- und Quad-Sportart. Gefahren wird auf geländetauglichen Fahrzeugen mit langen Federwegen, progressiver Federkennlinie und grobstolligen Reifen. 
Da die Wettkämpfe auf abgesperrtem, nichtöffentlichem Gelände stattfinden, müssen die Fahrzeuge nicht den Vorschriften der StVZO entsprechen und verfügen somit nicht über Beleuchtung, Blinker, Hupe, Ständer und Kennzeichenhalter. Während der Motocross-Sport mit Seitenwagen-Motorrädern an Popularität verloren hat, entstand durch die Beliebtheit von Quads eine neue Variante dieses Sports.
Die Fahrer sind mit einer umfangreichen Schutzausrüstung ausgestattet. Sie tragen Helme, Stiefel, Handschuhe, Knie-, Nacken-, Rücken- und Brustprotektoren.
Motocross-Rennen werden in unterschiedlichsten Modi ausgeführt. Es ist generell zwischen In- und Outdoor-Rennen zu unterscheiden. Indoor-Rennen werden gewöhnlich als Supercross und Outdoor-Rennen als Motocross bezeichnet. Supercross wird immer öfter im Winter ausgetragen, weil in dieser Zeit die Motocross-Strecken kaum oder nicht zu befahren sind. Die wichtigsten Austragungsebenen sind die Weltmeisterschaft und die Meisterschaften der American Motorcyclist Association. Seit 2005 gibt es auch eine Motocross-Weltmeisterschaft für Frauen.
Die Bezeichnung „Motocross“ ist eine Kontraktion der beiden Wörter Motorcycle (Motorrad) und Cross Country (Geländefahrt).

## Geschichte des Motocross-Sportes

### Anfänge (1900–1945)
Die ersten Motorradrennen wurden ab 1900 auf der Straße ausgetragen. In England wurden die ersten Geländefahrten veranstaltet. Dabei versuchten die Fahrer, einen Berg oder Hügel mit ihren Motorrädern zu erklimmen, wer am weitesten kam, hatte gewonnen. Das sogenannte Hillclimb war nur bei einer kleinen Gruppe von Fahrern populär, was daran lag, dass bei Straßenrennen höhere Geschwindigkeiten erreicht wurden und damit für Zuschauer zu jener Zeit attraktiver war. Um das Geländefahren populärer zu machen, wurde im Frühling 1908 auf einem Militärgelände das erste Geländerennen veranstaltet. Es wurde in Form einer Fuchsjagd ausgetragen. 13 Motorradfahrer und 16 Reiter bildeten je eine Gruppe die im Gelände gegeneinander antraten. Die Reiter gewannen, da nur zwei Motorradfahrer ins Ziel kamen. Es folgten noch mehrere solcher Rennen, die trotz höherer Geschwindigkeit nur wenige Zuschauer anlockten. Mit dem 1909 erstmals ausgetragenen Zuverlässigkeits-Wettkampf Scottish Six Days Trial gewann der Motorradsport im Gelände und auf unbefestigten Wegen allmählich an Bedeutung. 1913 wurde die dann mit der Internationalen Sechstagefahrt der erste von der Fédération Internationale des Clubs Motocyclistes ausgeschriebene Wettkampf ausgetragen. Die Rennen ähnelten einer sechstägigen Rallye mit Motorrädern. Diese Ausfahrt wurde bis zu Beginn des Zweiten Weltkrieges jedes Jahr wiederholt. Da man für Kriegsbedingungen Maschinen mit starkem Rahmen, großen Motoren und vergrößertem Tank benötigte, verstärkte man die Entwicklung von Motorrädern für den Geländeeinsatz.

### 1945–1969
Durch die Zunahme des Straßenverkehrs, die geringer werdenden Möglichkeiten Motorräder im freien Gelände zu bewegen sowie dem Bedarf an entsprechenden Trainingsmöglichkeiten, entstanden nach dem Zweiten Weltkrieg erste permanente Rundstrecken im Gelände. Hierbei wurde teilweise auch an schon bestehende Möglichkeiten von Grasbahnstrecken angeknüpft. Unterschieden sich anfänglich die Motorräder für den Motorrad-Geländesport und das Motocross kaum, entstanden schon bald Fahrzeuge, die an die speziellen Anforderungen der Rundstreckenrennen angepasst waren. So wurden die Motoren höher verdichtet und durch eine höhere Bodenfreiheit und höher gelegte Schutzbleche wurde die Geländetauglichkeit weiter verbessert.
Anfänglich waren Motocross-Rennen vor allem in Großbritannien und Belgien ein beliebter Motorsport. 1947 wurde mit dem Motocross des Nations (später Motocross of Nations) erstmals ein Vergleichswettkampf von Nationalmannschaften ausgetragen. Jedes Land hatte ein Team aus drei bis zwölf Fahrern. Gewinner war das Land mit den besten Ergebnissen aller Fahrer seines Teams. Als erste einheitliche Meisterschaft für Motocross wurde 1955 die erste Motocross-Europameisterschaft mit Läufen in sechs Ländern ausgetragen. Diese und die meisten anderen Motocrossrennen der 1950er Jahre wurden in der 500-cm³-Hubraumklasse ausgetragen, es gab aber auch schon Rennen mit 250 cm³ und – sehr selten – sogar mit 1000-cm³-Maschinen. John Draper wurde mit einem Motorrad von BSA erster Europameister im Motocross.
1952 wurde zum ersten Mal eine Motocross-Weltmeisterschaft veranstaltet. Es durften Maschinen bis 500 cm³ um den Titel fahren. Nach den ersten beiden Läufen der Saison wurden genauere Vorschriften für die Anforderungen an die Rennstrecken erlassen, da sich die Strecken doch stark unterschieden. Ende 1957 stand mit Bill Nilsson aus Schweden auf einer A.J.S. der erste Motocross-Weltmeister fest.
In der Folgezeit wurden durch die Beanspruchungen des Wettkampfes weitere konstruktive Verbesserungen durchgeführt. So erhielten die Motocross-Motorräder robustere Spezialrahmen. Außerdem wurden die Hinterradschwingen weiter verstärkt und bessere Kugellager in die Rahmen eingebaut. Bei den damals üblichen Teleskopgabeln wurden die Federwege verlängert und die Gabelbrücken (die Verbindung zwischen Gabel und Rahmen) verstärkt. Eine weitere Neuerung war die Kettenführung mit festen mechanischen Spannern. Diese Kettenführung erwies sich als einfacher und zuverlässiger als die früher benutzten gefederten Spanner, bei denen beim Bremsen Störungen auftraten. Die stabileren neuen Motorräder waren auch schwerer und so wogen die Motocross-Motorräder 1960 durchschnittlich über 150 kg.
1960 nahmen Fahrer aus der DDR zum ersten Mal an der Europameisterschaft teil und gleichzeitig war die DDR Gastgeber eines EM-Laufes in Merkers. Europameister wurde in diesem Jahr die Tschechoslowakei. Die ČZ-Zweitakt-Motorräder hatten zwar nicht die höchste Leistung, doch sie waren die leichtesten der damaligen Zeit. Die Zweitakt-Motoren waren deutlich leichter, da es keine Ventile und andere Kleinteile gibt, die das Gewicht erhöhen (auch die sog. rotierenden Massen sind bei Viertaktmotoren wesentlich höher). In den Folgejahren stiegen immer mehr Hersteller auf Zweitakt-Motoren um. Zuerst nur in der 250-cm³-Klasse, da das Gewicht in dieser Klasse eine noch wichtigere Rolle spielt.
Ab 1965 dominierten die Zweitakter auch in der 500-cm³-Klasse. Durch diese Entwicklung wurden die Rennen der 250-cm³-Klasse spannender, da der neue Zweitakter fast das Doppelte an Leistung hatte. In den Jahren von 1966 bis 1970 ging die Entwicklung schnell voran, man brauchte bald auch eine leistungsstärkere Bremsanlage. Bis in die 1960er Jahre wurden noch Trommelbremsen gefahren, die für die Viertakter ausreichten, aber die neuen Zweitakter brauchten eine bessere Bremsleistung, denn ein Zweitakter hat im Gegensatz zum Viertakter kaum eine Motorbremswirkung. Der tschechische Motorradhersteller Jawa verwendete als erster Scheibenbremsen im Motocross-Sport. Dieser Vorteil in der Bremsleistung zeigte sich in der Saison 1969, in der die Jawas überragend gewannen.

### 1970 bis 1989
Anfang der 1970er Jahre gingen viele WM- und EM-Fahrer aufgrund höherer Preisgelder in die Vereinigten Staaten, um dort um die Meisterschaft der American Motorcyclist Association (AMA) zu fahren. So entwickelte sich die amerikanische Meisterschaft zur bestimmenden Motocross-Meisterschaft. Trotz des Ausstiegs vieler guter Fahrer blieb die WM auf einem hohen Niveau. In der Saison 1970 stieg mit Suzuki auch der erste japanische Motorradhersteller in die WM ein. Suzuki war im Straßenrennsport schon erfolgreich, hatte bereits Erfahrungen mit Zweitaktern und konnte viele Entwicklungen aus dem Straßenrennsport in ihr erstes Motocross-Motorrad einbringen. Die europäischen Hersteller wie z. B. Maico, Jawa und CZ konzentrierten sich hauptsächlich auf die großen 500-cm³-Maschinen. Aus diesem Grund konnte Suzuki in der 250-cm³-Klasse Fuß fassen. Gleich die erste Saison 1970 gewann Suzuki mit dem belgischen Fahrer Sylvain Geboers. 1971 fuhr Suzuki auch in der 500-cm³-Klasse und Yamaha stieg ebenfalls in beide Klassen ein, die Suzuki gewann. 1972 wurden die Klasse bis 250 cm³ Hubraum in MX 2 und die bis 500 cm³ Hubraum in MX 1 umbenannt. Außerdem wurde noch eine dritte Klasse bis 125 cm³ eingeführt, die MX-3-Klasse.
Da die AMA-Meisterschaft immer mehr Zuschauer anlockte, wurde im Sommer 1972 beschlossen, auch im Winter Rennen zu fahren. Diese Rennen sollten eine eigene Meisterschaft bilden, die in Football- oder Baseball-Stadien stattfinden sollte. Die Sprünge waren durch den Platzmangel in den Stadien sehr kurz aufeinander folgend, was sehr anstrengend für die Fahrer, aber attraktiv für die Zuschauer war. Aus diesem Grund wurde die Renndistanz um die Hälfte verkürzt. Im Winter 1972/1973 wurde die erste sogenannte Supercross-Meisterschaft ausgefahren, mit etwa 10.000 Zuschauern pro Lauf. In den darauf folgenden Wintern stiegen immer mehr europäische Fahrer in diese Meisterschaft ein. Das lag vor allem daran, dass die Meisterschaft im Winter stattfand, so konnten die Fahrer sowohl Supercross als auch WM fahren.
In den Jahren von 1973 bis 1975 stiegen der damals noch junge Hersteller KTM und die etablierten japanischen Marken Honda und Kawasaki in die WM ein. Die japanischen Hersteller dominierten bald die WM und EM. 1979 stiegen die japanischen Hersteller nach ihrem großen Erfolg in der WM fast gleichzeitig in die AMA-Meisterschaft und auch in die Supercross-Veranstaltungen ein. Yamaha gewann in der ersten Saison 1979 gleich die US-Meisterschaft und wurde auch 250-cm³-Weltmeister. Die 1980er Jahre waren die Blütezeit der japanischen Marken, lediglich KTM konnte noch selten Siege einfahren. Yamaha, Honda und Suzuki investierten Zeit und Geld in die Entwicklung der Motocross-Motorräder. Durch längere Federwege wurden höhere Sprünge möglich. Bessere Reifen mit haltbarerem Profil und somit mehr Vortrieb wurden entwickelt. Auch die Fahrwerksgeometrie wurde verbessert und man steigerte auch die Leistung der Zweitakter. Die Leistung der 500-cm³-Zweitakter war aber durch die immer weiter verbesserten Motoren 1985 schon so hoch, dass nicht alle Fahrer mit diesen Maschinen zurechtkamen. Von 1983 bis 1985 starben in der WM und der US-Meisterschaft allein in der 500-cm³-Klasse vier Fahrer. Anfang der 1980er Jahre stieg das Interesse der Sponsoren am Motocross. Die Geldgeber brachten weiteres Kapital in den Sport. Aus diesem Grund wurden die Veranstaltungen immer größer und die Preisgelder höher. 1989 wurde KTM zum ersten Mal Weltmeister in der 125-cm³-Klasse.

### Seit 1990
Nach 1990 entstanden in Ostdeutschland und Osteuropa viele neue Motocross-Clubs. Dies wurde begünstigt durch die nunmehr einfacher zu erwerbenden Motocross-Motorräder und der erleichterten Errichtung entsprechender Rennstrecken. Auch in anderen europäischen Ländern wie Italien oder Frankreich wuchs das Interesse am Motocross-Sport deutlich. Dies führte dazu, dass immer mehr Geld mit den Zuschauern verdient wurde und auch die Budgets der Teams in der WM stiegen. 1995 waren die Veranstaltungen der Saison mit einem Budget von 1,2 Millionen Euro angesetzt. Die Weltmeisterschaften in den verschiedenen Klassen wurden von 1991 bis 2006 durch den Belgier Stefan Everts dominiert, der in diesem Zeitraum zehnmal Weltmeister wurde.
Um die Rennmaschinen näher an die Straßenmaschinen zu rücken, begannen Ende der 1990er Jahre die ersten Hersteller wieder mit dem Einsatz von Viertakt-Motoren. Nachdem immer mehr Hersteller wechselten, wurde 2003 eine neue Klasseneinteilung eingeführt. Die MX1-Klasse war nunmehr bestimmt für Viertakt-Motorräder bis 450 cm³ und Zweitakter bis 250 cm³, die MX2-Klasse für Viertaktmotoren bis 250 cm³, Zweitaktmotoren bis 125 cm³ und die MX3-Klasse für Motorräder mit 650-cm³-Viertakt- und 500-cm³-Zweitakt-Motoren. Während in der MX1-Klasse ausschließlich Viertaktmotorräder dominieren, sind in der MX2-Klasse weiterhin Zweitakter vertreten. Hier ist der Leistungsunterschied zwischen den beiden Bauarten nicht so hoch und die konstruktiven Nachteile des Zweitaktmotores kommen nicht entscheidend zum Tragen. Jedoch werden in der Weltmeisterschaft ausschließlich Viertakt-Motorräder eingesetzt.

## Austragungsformen

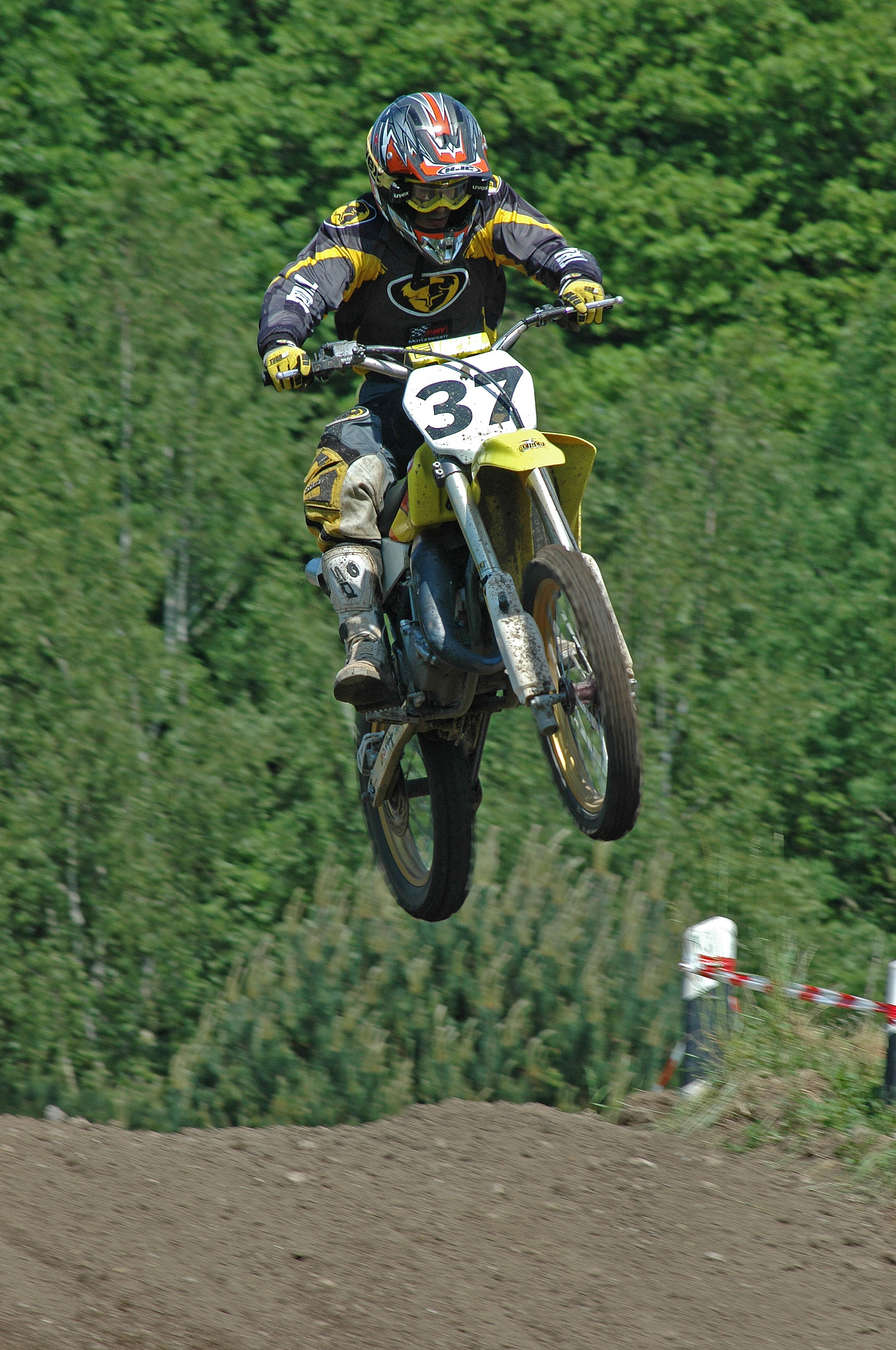
Sprung

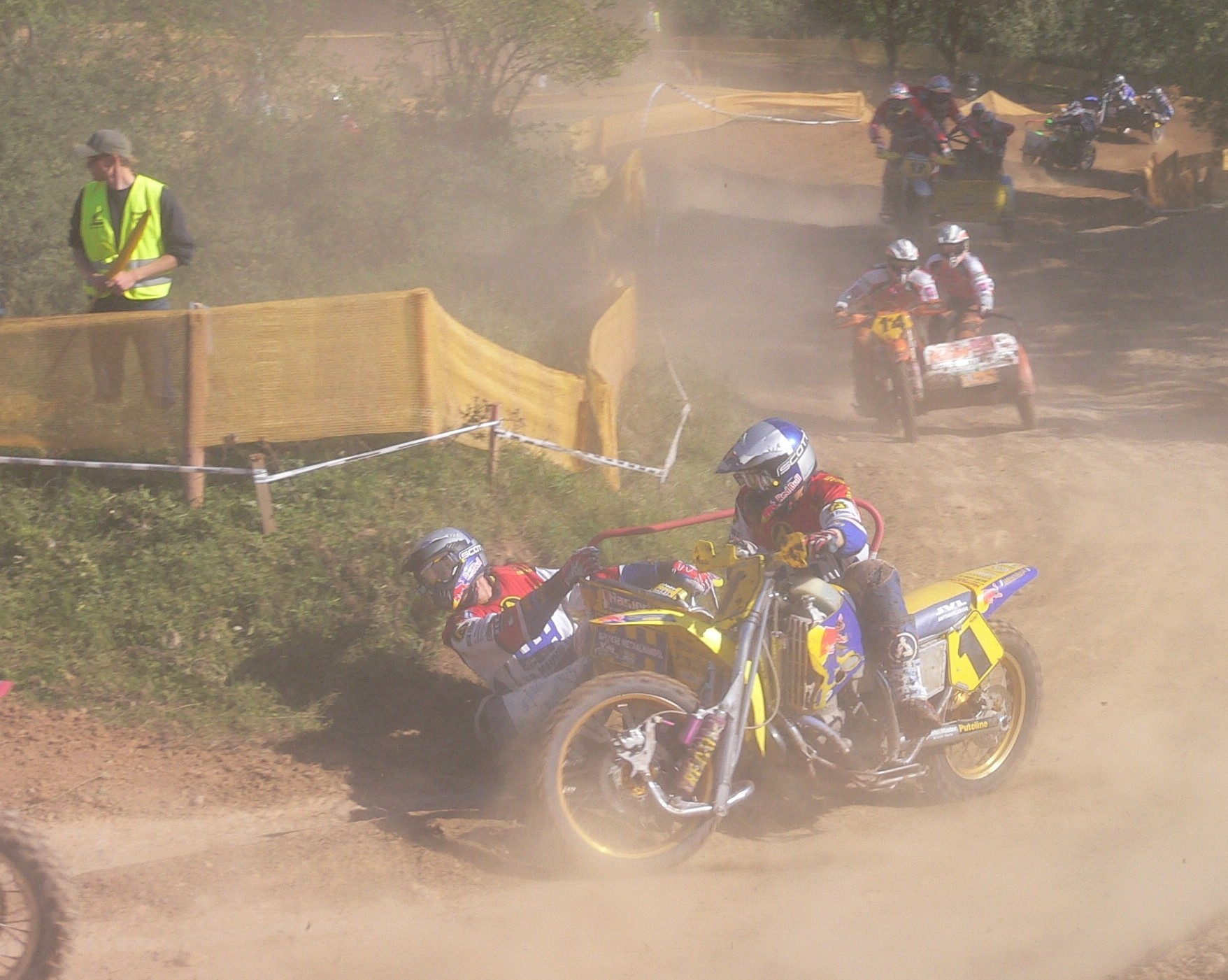
Seitenwagen-Motocross

### Motocross (MX, Moto-X)
Die klassische Art des Motocross ist das Befahren von Strecken im freien Gelände. Die Länge der Strecken variiert zwischen 1000 m und 4000 m. Die sogenannten „Outdoor“-Strecken sind technisch nicht so anspruchsvoll wie die Supercross-Strecken. Sie sind meistens breiter und länger, sodass die Sprünge nicht kurz aufeinander folgen, wodurch höhere Geschwindigkeiten erreicht werden. Da dieser Sport im Freien ausgetragen wird, kommt es vor, dass die Strecke durch verschiedene Witterungsverhältnisse ihren Zustand und ihre Beschaffenheit ändert. So kann es an heißen Tagen sein, dass mangels Feuchtigkeit die Sicht eingeschränkt ist, weil Staub vom Boden aufgewirbelt wird, oder im anderen Extrem, dass der Boden durchnässt ist und die Fahrer auf einer schlammigen und rutschigen Strecke zurechtkommen müssen. Die Beschaffenheit des jeweiligen Untergrundes variiert von Strecke zu Strecke, teilweise sogar von Streckenabschnitt zu Streckenabschnitt. Die Strecken können aus Sand, Lehm oder Erde bestehen. Strecken aus Lehm sind meistens eher hart, stellenweise ähnlich wie Asphalt, Strecken aus Sand oder Erde mittelweich bis weich. Hier ist es wie in allen anderen Rennsportarten, dass für jede Beschaffenheit das Sportgerät angepasst werden muss, d. h., das Fahrwerk sowie die Reifen und viele weitere Einstellungen müssen auf die Verhältnissen abgestimmt werden.
Die Rennen werden in zwei Läufe unterteilt. Es dürfen maximal 40 Fahrer an einem Rennen teilnehmen. In einem Qualifikationstraining wird die Reihenfolge festgelegt, in der die Fahrer ihren Startplatz am Startgatter wählen können. 30 Fahrer haben in der ersten Reihe Platz, der Rest ordnet sich dahinter ein. In der Motocross-Weltmeisterschaft ist ein Lauf nach 35 Minuten und zwei Runden beendet. Nach der Addition der Punkte beider Läufe (wobei der zweite Lauf bei Punktgleichheit stärker gewichtet wird) steht der Gewinner fest.
Die Zuschauerzahlen sind beim Motocross meistens etwas geringer als beim Supercross und oft auch vom Wetter abhängig. Außerdem ist es bei den meisten Strecken für einen Zuschauer nicht möglich, die ganze Strecke zu überblicken.

### Supercross (SX)
Die Rennen finden vorwiegend in Hallen oder Stadien statt, die speziell für die jeweiligen Veranstaltungen präpariert, d. h. mit Erde oder Lehm aufgefüllt werden. Der Boden im Supercross ist gewöhnlich hart. Da in einer Halle nur begrenzter Raum zur Verfügung steht, ist das Streckenlayout technisch anspruchsvoll und spektakulär. Es gibt verhältnismäßig viele Sprünge, sodass dem Fahrer kaum Zeit bleibt, „zur Ruhe“ zu kommen. Deshalb werden Supercross-Rennen über eine kurze Distanz (etwa 15 Minuten pro Rennen) ausgetragen. Pro Veranstaltung sind viele Läufe zu sehen, da nur wenige Fahrer gleichzeitig fahren können. Es wird über Qualifikationsläufe sowie später Achtel-, Viertel- und Halbfinale selektiert, wer schließlich im „Main-Event“, dem sogenannten Finale und gleichzeitig Höhepunkt der Veranstaltung, antreten darf. Supercross-Veranstaltungen zeichnen sich nicht bloß durch die Rennen, sondern auch durch ein großes Rahmenprogramm mit Musik und Freestyle-Shows aus. In Deutschland finden die Veranstaltungen meist in Hallen mit bis zu 10.000 Zuschauern statt. In den Vereinigten Staaten werden die Rennen dagegen in großen, häufig überdachten Football-Stadien ausgetragen, die bis zu 75.000 Zuschauer fassen. Der Vorteil für den Zuschauer ist hierbei die Möglichkeit, die gesamte Strecke zu überblicken. Die bisher erfolgreichsten Supercrosser sind Ricky Carmichael und Jeremy McGrath.

### Freestyle-Motocross (FMX)

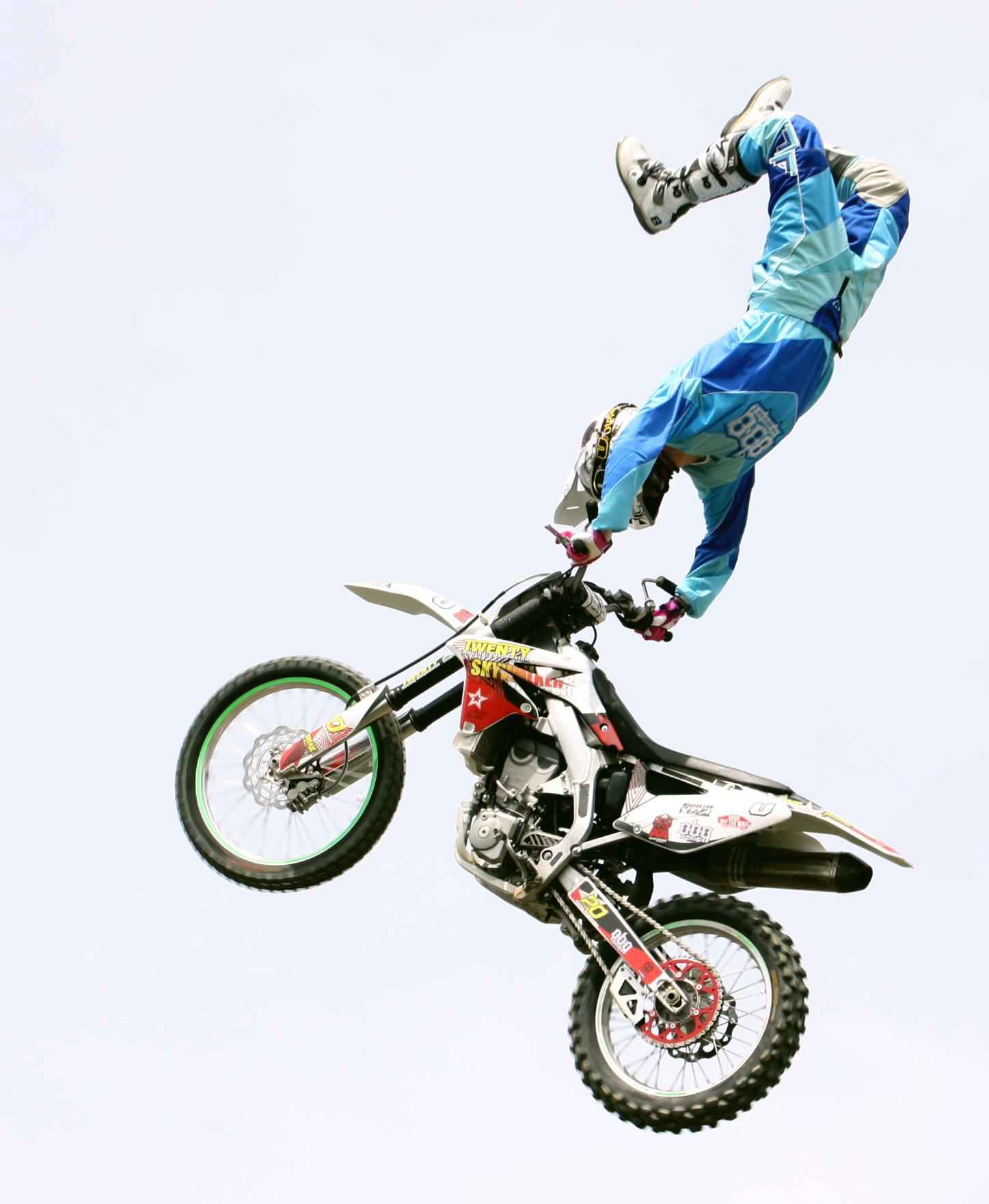
Freestyle-Motocross

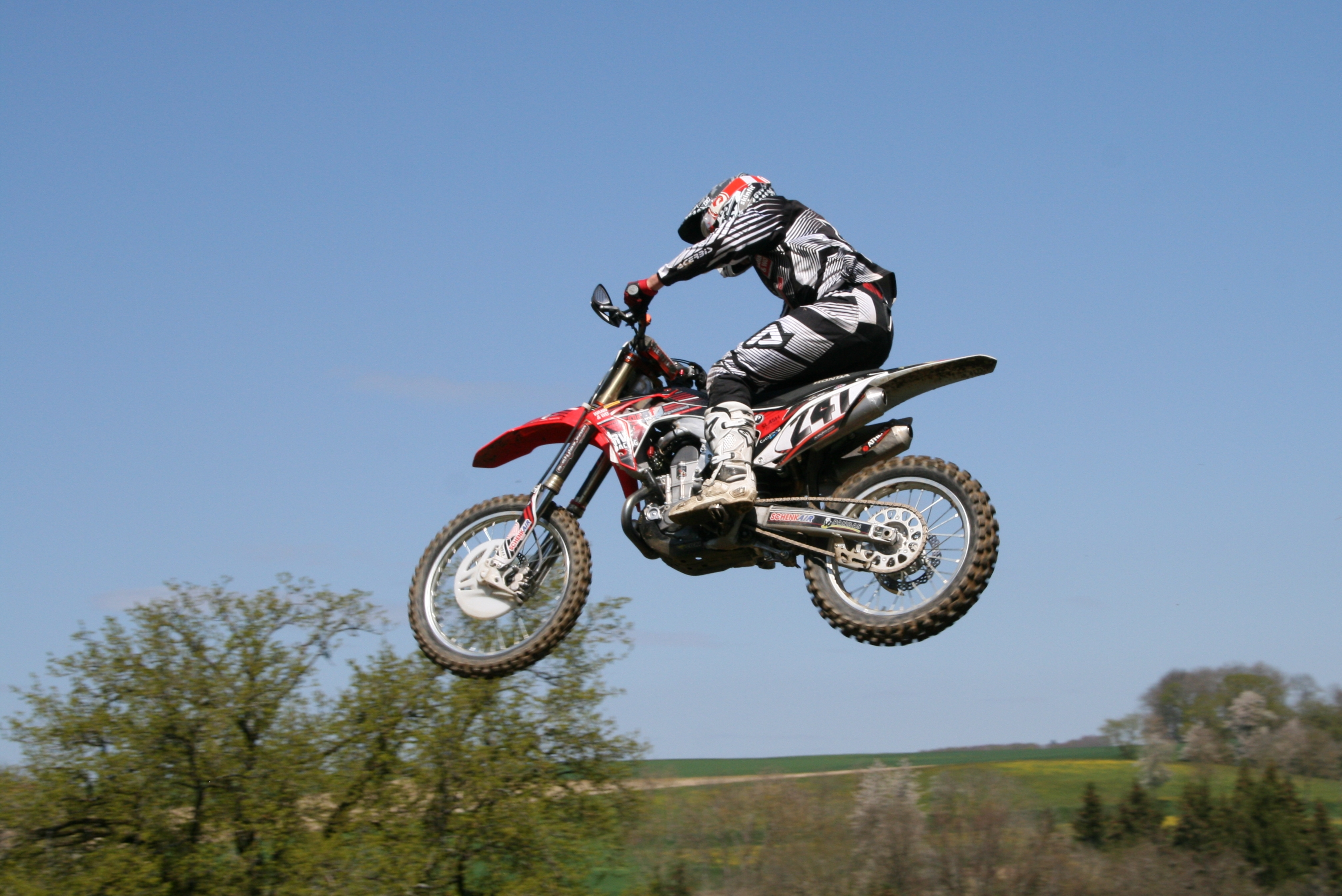
Sprung

Freestyle Motocross oder kurz FMX hat sich aus dem Motocross entwickelt. Ursprünglich wurden bei Motocross-Wettbewerben neben den eigentlichen Rennen Wettbewerbe abgehalten, in denen es darum ging, welcher der Fahrer mit seiner Maschine den besten bzw. schönsten Trick während des Sprunges schaffte. Bald begannen sich Fahrer nur auf diesen Wettbewerb zu konzentrieren, wodurch Freestyle Motocross zur eigenständigen Disziplin des Sports wurde.

### Historischer Motocross-Sport
Neben den Wettkämpfen mit aktuellen Motorradmodellen werden seit Anfang der 2000er Jahre auch Rennen mit älteren Maschinen ausgetragen. So wurde 2007 erstmals vom DMV die Deutsche Klassik- und TwinShock-Motocross Meisterschaft ausgeschrieben. Die Veranstaltungen sollen insbesondere ältere und ehemalige Motocross-Fahrer ansprechen. TwinShock-Motorräder verfügen im Gegensatz zu den heute modernen Motorrädern mit Zentralfederbein noch über zwei konventionell gefederte Stoßdämpfer hinten.

## Bekannte Fahrer
- Nate Adams (Motocrosspilot und Freestyleweltmeister)
- Jean-Michel Bayle (Weltmeister und Meister in der Amerikanischen Motocross-Serie)
- Pit Beirer (einer der erfolgreichsten deutschen Motocrosspiloten)
- Ricky Carmichael (Rekordmeister in der Amerikanischen Motocross-Serie)
- Antonio Cairoli (sechsfacher MX1-Weltmeister und zweifacher MX2-Weltmeister)
- Roger DeCoster (belgischer Weltmeister)
- Ryan Dungey (US-Nationals- und AMA-Supercross-Champion)
- Harry Everts (vierfacher belgischer Weltmeister)
- Stefan Everts (mit zehn Titeln Rekordmeister in der WM)
- Eric Geboers (fünffacher belgischer Weltmeister, erster Fahrer mit Titeln in allen drei Klassen, 125, 250 und 500)
- Georges Jobé  (mehrfacher belgischer Weltmeister)
- Paul Friedrichs (dreifacher deutscher Motocross-Weltmeister)
- Heinz Kinigadner (Weltmeister)
- André Malherbe (mehrmaliger Weltmeister)
- Heikki Mikkola (Weltmeister)
- Gennadi Moissejew (dreifacher Weltmeister)
- Travis Pastrana (Motocross- und Freestylepilot)
- Jeremy Lusk (FMX-Fahrer und Gewinner der X-Games 2008)
- Jim Pomeroy (Motocrossrennfahrer)
- Gaston Rahier (dreifacher Weltmeister)
- Karlheinz Rebuschat (Deutscher Meister 1968)
- Chad Reed
- Joël Robert (sechsfacher Weltmeister)
- Ken Roczen (MX2-Weltmeister 2011 und AMA-Motocross-Champion 2014 und 2016)
- Joël Smets (fünffacher Weltmeister)
- James Stewart (mehrfacher Sieger der AMA-Motocross- und SX-Serie)
- Akira Watanabe (einziger japanischer Weltmeister)
- Daniël Willemsen (zehnfacher Weltmeister im Seitenwagen-Motocross)
- Adolf Weil (erfolgreichster Motocrossfahrer der Bundesrepublik Deutschland)
- Ryan Villopoto (vierfacher AMA-Supercross-Champion)
- Eli Tomac (450ccm SX Champion und mehrfacher 250ccm SX Champion)
- Tony Cairoli (144 Siege in 14 Jahren)